# Thalassoma quinquevittatum
Thalassoma quinquevittatum är en fiskart som först beskrevs av Lay och Bennett, 1839.  Thalassoma quinquevittatum ingår i släktet Thalassoma och familjen läppfiskar. IUCN kategoriserar arten globalt som livskraftig. Inga underarter finns listade i Catalogue of Life.